# 馬哈斯山脈

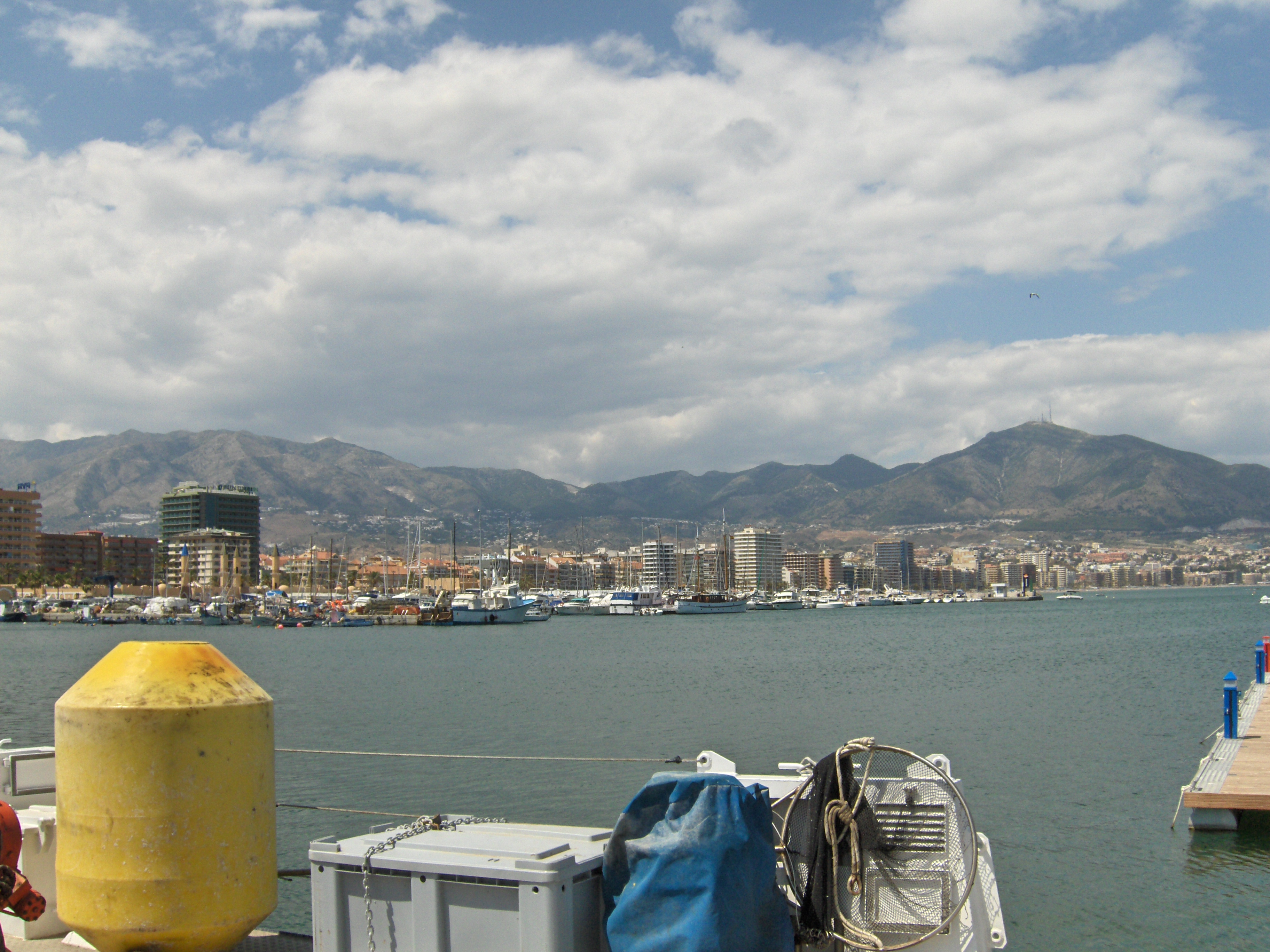

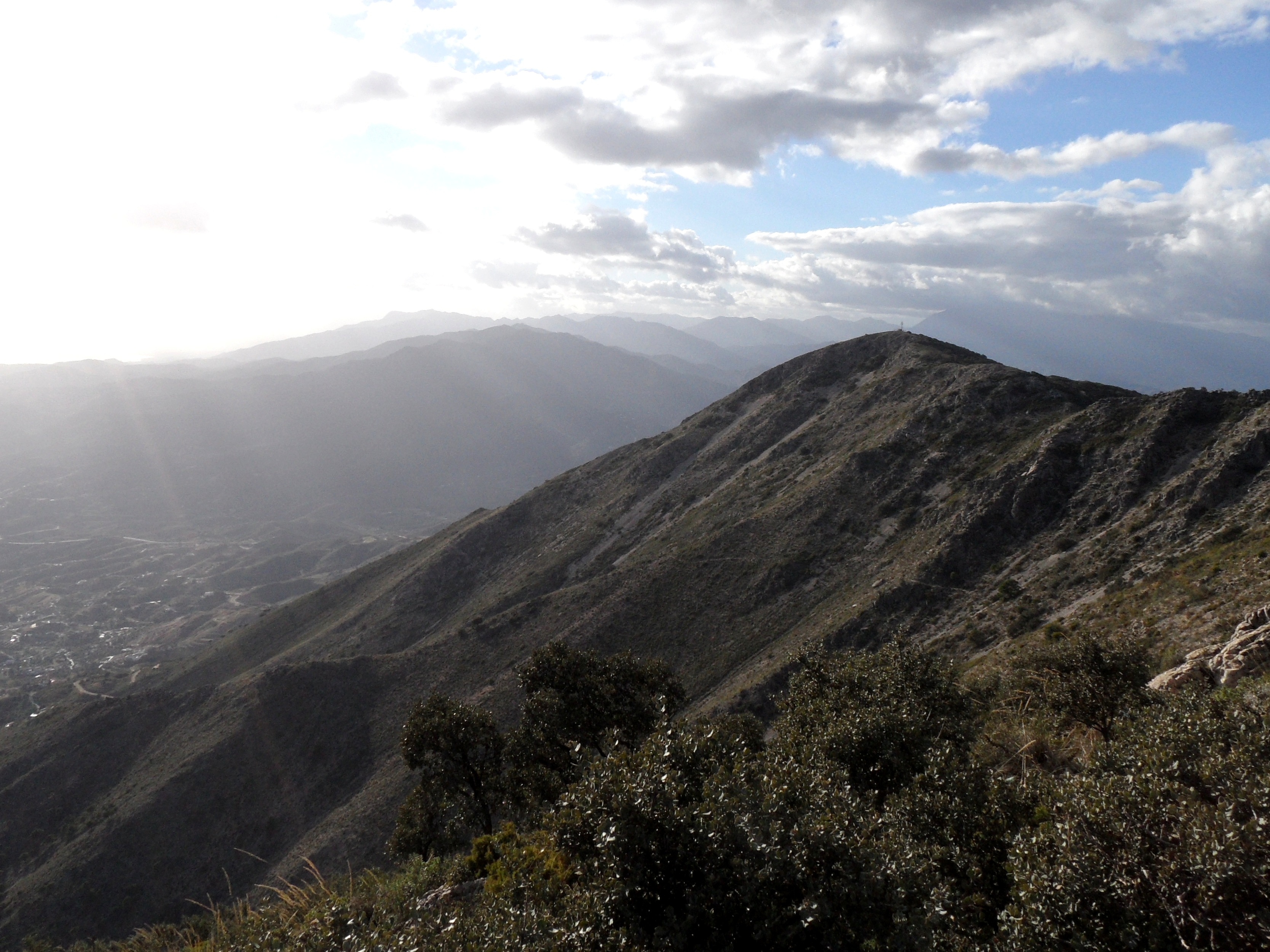

36°37′32″N 4°39′24″W / 36.62556°N 4.65667°W
馬哈斯山脈（西班牙語：Sierra de Mijas），是西班牙的山脈，位於該國南部，屬於佩尼貝蒂科山脈的一部分，最高點海拔高度1,150米，山體由大理石和石灰岩組成。